# A Patristic Greek Lexicon
A Patristic Greek Lexicon ist das führende griechisch-englische Spezialwörterbuch zum Altgriechischen der patristischen Literatur, das zwischen 1961 und 1969 von dem Theologen Geoffrey William Hugo Lampe herausgegeben wurde.
Der erste Anstoß zur Erstellung des Wörterbuchs lässt sich bis ins Jahr 1906 zurückverfolgen und kam von der Central Society for Sacred Study unter der Leitung von Henry Barclay Swete, der ursprünglich ein philologisches Lexicon of Patristic Greek plante. Die späteren Herausgeber änderten den Plan zu dem eines Theologischen Wörterbuchs der patristischen Literatur nach dem Vorbild von Gerhard Kittels Theologischem Wörterbuch zum Neuen Testament.
Da man sich jedoch bei der Neubearbeitung des Liddell-Scott durch Henry Stuart Jones entschlossen hatte, alle christlichen Schriftsteller auszuschließen, sahen die Herausgeber sich zu dem pragmatischen Kompromiss gezwungen, über den theologisch relevanten Wortschatz hinaus alle Lemmata zu berücksichtigen, die durch den parallel entstehenden Liddell-Scott-Jones nicht erfasst wurden. Insofern stellt das Wörterbuch ein Supplement oder, wie es im Vorwort heißt, einen companion zum Liddell-Scott-Jones dar, an dessen lexikographischem Format es sich orientiert. Die philologische Ausrichtung wird jedoch von den Herausgebern der theologischen untergeordnet.
Erfasst wird die gesamte patristische Literatur von den großen Konzilien bis zum zweiten Konzil von Nicäa und der Disputation zum Ikonoklastenstreit, so dass die griechische christliche Literatur von Clemens von Rom bis zu Theodor Studites oder etwa vom 1. bis ins 8. Jahrhundert abgedeckt ist. Zugrunde gelegt wurden die zu jenem Zeitpunkt führenden Editionen der erfassten Autoren und Werke, die in einem über 30-seitigen Index aufgelistet sind, ansonsten musste man auf die jeweilige Edition bei Migne rekurrieren.

## Bibliographie
- Geoffrey W. H. Lampe: A Patristic Greek Lexicon. Oxford University Press, Oxford 1969, ISBN 0-198-64213-X

Rezensionen
- Marguerite Harl: Remarques sur la langue des Chrétiens. À propos du Patristic Greek Lexicon, in: The Journal of Theological Studies. Bd. 14, 1963, 406–420
- zu Faszikel 1 (1961) und 2 (1962) von: Hermann Langerbeck, in: Gnomon, Bd. 36, 1964, S. 225–227[1]
- zu Faszikel 3: Gnomon, Bd. 37, 1965, S. 113–118
- zu Faszikel 4 (1965) und 5 (1968) von: Ekkehard Mühlenberg, in: Gnomon, Bd. 42, 1970, S. 737–742[2]